# Hujirt
Hujirt (mongoliska: Хужирт Сум, Хужирт, Hujirt Sum) är ett distrikt i Mongoliet.   Det ligger i provinsen Övörchangaj, i den centrala delen av landet, 300 km väster om huvudstaden Ulaanbaatar.